# 전국대학총학생회모임
전국대학총학생회모임 혹은 전총모는 2011년 서울지역 총학생회장들이 모여 '서울시 학자금 대출이자지원조례' 정책 제안으로 시작했다.

## 역사
각 정당과 대학 관련 주요 사안에 대해 간담회를 실시하면서 '서울지역총학생회모임(서총모)'으로 발전되었고, 2011년 '반값등록금' 이슈를 중심으로 총학생회조직이 전국적으로 연대하면서 '전국지역총학생회모임(전총모)'으로 결성되기 시작했다. 이후 반값기숙사 건립추진, 청년전세임대 주책공급확대, 등록금심의위원회 실질화, 대학동아리 및 교외활동 활성화 등 학생권익 향상과 복지증진 및 학생권익침해 보호 활동을 전개했으며, 강령과 규칙이 갖추어 지면서 정보공유를 통한 건전한 학생자치, 대학생 문화 정착 등 활동범위를 확대해갔다.
전총모가 대표적으로 펼친 학생 권익운동은 '반값등록금 운동'이었으며, 획일적 반값 인하를 주장한 한대련과 달리 소득분위에 따라 차등 적용하는 소득연계형 반값등록금인하를 주장하면서 학생운동의 노선이 달라지기 시작했다. 2011년 전총모가 주장한 소득연계형반값등록금 방식이 2012년 1.75조원이 반영된 '국가장학금 제도'로 첫 시행되었다. 2012년 소득연계 맞춤형 반값등록금 사업확대를 지속적으로 주장하여 2013년 국가장학금이 연 2.7조원으로 확대되고, 2015년 장학금이 3.9조원으로 확대되면서 소득연계형 반값등록금 완성이 완성되었다. 현 제도는 한국장학재단에서 시행되고 있다.
전총모는 2011년부터 2014년까지 전총모 4기수의 의장을 배출하고, 2015년 5기 출범준비위원장을 끝으로 전국조직은 지역총학생회모임으로 분화되어 갔다.
1기 집행의장은 정현호, 2기 의장 장지호, 3기 의장 염윤석, 4기 의장 나현덕이 역임했다. 

## 설립 배경
- 기존 대학생조직들에 대한 일반 학우들의 불신 - 학내가 아닌 외부의 정치 사안을 학내로 가져와 활동하는 것에 관심

- 총학생회의 각종 사업정보 공유기능도 함께 쇠퇴 - 기존 대학생조직들이 분산돼 활동이 줄어듦과 동시에 긍정적 기능 쇠퇴, 새로운 대학생 연대체 필요성 대두

- 2011년 5월 16일, 서울시 학자금대출이자지원조례 기자회견을 시작으로(당시 ‘서총모’) 전국 지역 총학생회와 연대를 활성화[4][5]

## 활동내역

### 2011년
- 서울시 학자금대출이자지원조례 제정 촉구 기자회견, 서울 소재 22개 대학(‘11. 5. 16)[6][7]  참여학교 : 가톨릭대학교 총학생회, 건국대학교 총학생회, 경기대학교 총학생회, 고려대학교 총학생회, 광운대학교 총학생회, 덕성여자대학교 총학생회, 동덕여자대학교 총학생회, 동양미래대학교 총학생회, 상명대학교 총학생회, 서강대학교 총학생회, 서울시립대학교 총학생회, 서일대학교 총학생회, 성균관대학교 총학생회, 성신여자대학교 총학생회, 세종대학교 총학생회, 숙명여자대학교 총학생회, 숭실대학교 총학생회, 인덕대학교 총학생회, 중앙대학교 총학생회, 한성대학교 총학생회, 한양대학교 총학생회, 홍익대학교 총학생회

- 전총모, 민주당 박영선 의원 주최 등록금 토론회 참여 반값등록금 촉구(‘11. 4.19)[8]
- 전총모 12개 대학, 한나라당과 등록금 관련 간담회 진행 반값등록금 촉구(‘11. 5. 29)[9][10]
- 전총모 12개 대학, 한대련, 민주당대학생위원회, 민주당과 반값등록금 관련 간담회 진행(‘11. 5. 30)[11]
- 전총모, 한대련, 민주노동당과 반값등록금 등록금 관련 간담회 진행(‘11. 6.6)[12]
- MBN 대학생 등록금 문제 좌담회(‘11. 6.9)  광운대 총학생회장 안상진, 연세대 총학생회장 정준영 대표참석

- 전총모, 한나라당 대국민 등록금토론회 참석(‘11. 6.15)[13]  전문위원들과 대학생대표(전총모 대표 한양대 회장, 전남대 국립대 회장, 한대련 측, 인하대, 덕성여대) 참석

- 이주호 교육과학기술부장관과 등록금 관련 1차 간담회 진행(‘11. 7. 1)[14]  맹목적 반값등록금이 아닌 단계적 인하 주장, 등록금 뿐 아니라 민자기숙사, 학생식당 식비, 청년실업, 법인화 문제 함께 논의

- 전국 대학 총학 "F1 성공기원"(‘11. 7. 10)[15]  전국 21개 대학생 60여명 참석, F1 코리아 그랑프리의 홍보위원 위촉

- 민주당 전국대학생위원회, 천정배·김유정 의원실 주최 토론회,  '등록금 과연 무엇이 문제인가?' (‘11. 7.25)[16]  참여연대 안진걸, 한대련 대표 고려대회장, 전총모 대표 한양대 회장, 한국대학연구소 참석 김재삼 한국대학교육연구소 연구원, 심연미 민주당 정책위원회 교육과학기술전문위원
- 광복절 기념 플래쉬몹 행사(‘11. 8.15)[17]  3가지 주제 : “움직여야 합니다”  - 독도는 우리땅  - 등록금 여러 분이 움직여야 빠집니다  - 투표 독려 차원에서 여러분이 움직여야 정치권이 바뀝니다.
- 전총모, 한나라당 홍준표 대표와 등록금 토론회 진행(‘11. 8. 29)[18]  맹목적 반값등록금이 아닌, 단계적 인하 주장
- 전총모, 이주호 교육과학기술부장관과 등록금 관련 2차 간담회 진행(‘11. 9. 26)[19]  1차 간담회 이후, 정부 장학금 1조 7750억원 발표한 것을 질타, 확충 요구
- 외부활동 정보공유 박람회 Univ Expo 한양대에서 개최(‘11. 9. 30~10.1)[20]  새로운 패러다임 제시 : ‘즐기는 축제’ 보단 ‘남길 수 있는, 공유할 수 있는’ 축제  대학내일과 함께 Univ Expo 한양대와 부산대에서 최초 개최, 전국 대학생 연합동아리 80개와 기업 및 정부 활동 단체 60여개 초대
- 전총모 소속 홍익대 이태원 홍대학생 살인사건 관련 기자회견(‘11. 12.3~12.4)[21]
- 전총모, 대통령실과 간담회' 개최 (‘11. 12.3~12.4)[22][23]  전국 총학생회 40여명 참석, 4가지 주제 토론(등록금, 일자리, 기숙사, 문화예술)  학생주거 확대 요청 → LH 전세주택 1만호 공급 실행[24]

### 2012년
- 전총모 디도스사태 시국선언, "대한민국 국민 및 대학생 여러분께 드리는 편지" 낭독[25]('12.1.5)[26]  고려대, 연세대, 광운대, 성균관대, 중앙대, 중부대, 제주대, 서경대,충북대,한성대,건국대 비대위, 국민대 총학생회 협의체
- 서울 광화문 정부중앙청사 앞에서 명목 등록금 인하를 요구하는 공동 성명발표(‘12.1.17)[27][28]  고려대, 연세대(신촌·원주), 성균관대, 광운대, 한양대 ERICA캠퍼스 참여
- 전총모, 청와대에서 이명박 대통령과 등록금, 기숙사 등 학생사회에 관하여 간담회 진행(‘12.2.25)[29]  약 60개 대학의 총학생회장 170명 참석
- 전총모 30개 대학 학생대표 81명 F1 조직위 협력, 대학생 서포터즈 발대식 개최(‘12.4.27)[30]
- 2012년 8월 4일(토) 회의를 비롯하여 총 6회 회의를 진행하여 전총모의 조직구성 체계와 정치권에 제안할 청년정책을 준비
- 전국 50여개 대학 전총모 출범, 고대 한대련 탈퇴 투표추진('12.7.3)[31][32]
- 독도 및 위안부 할머니사건 관련 일본규탄집회 진행(‘12.8.15)  일본대사관 옆, 약 30개 대학의 총학생회 참여
- 전총모 새누리당 박근혜 대선후보와 ‘반값등록금’ 토론회 주최(‘12.8.23)[33]  전총모 요구로 박근혜 대통령후보 대선공약에 반값등록금 반영시킴
- 2012년도 전국대학총학생회모임 워크샵 진행(‘12.8.23~ 25)  경기도 안산시 중소기업연수원, 총 3차례 회의 진행
- 민주통합당 문재인 대선후보 캠프관계자와 등록금 토론회 미팅 추진 (‘12.9.11일을 비롯해 3번)
- 고용노동부 주관 청년고용촉진특별위원회 참석하여 고용노동부 장관에게 직접 ‘전총모’ 청년정책제안 중 일자리 부문 발표(‘12.9.21)  현재 청년고용촉진 특별법 국회 통과
- 민주통합당 중앙당사 방문, 서울시당 위원장 노웅래 의원 및 문재인 후보 선거캠프 대외협력국 간부들과 등록금 토론회 미팅 추진 (최종적으로는 결렬)(‘12.11.19)
- 반값기숙사 토론회 참석, 대학가 주변 연합기숙사 요구(김상민 의원실 주최)(‘12.11.22)[34][35]

### 2013년
- 전총모 2기, 3기 공동 워크샵 진행, 여주 일성콘도(‘13.1.12 ~ 13)
- ‘대학생 3대 과제 이행 선포식’ 진행, 대학로 마로니에 공원(‘13.4.25)[36]
  - 3대 과제  1. 총학생회 비리 근절  2. 욕설 및 구타 등 악･폐습 근절  3. 올바른 음주문화 정립
- 출범준비위원회 1차 회의, 출범준비위원장 및 각 위원장 선출(‘13.6.1, 공주대)[37]
- 출범준비위원회 2차 회의, 각 위원회별 추진방안 협의(‘13.6.5, 세종대)
- 출범준비위원회 3차 회의, 세부계획 협의(‘13.6.12, 영남대)
- 출범준비위원회 4차 회의, 의장 선거관련 협의(‘13.6.15, 경남 합천)[38]
- 출범준비위원회 5차 회의, 출범준비위원회 구성 논의(규칙, 조직, 의장선거, 출범식)(‘13.6.21, 중부대)
- 국정원 시국선언 관련 비상대책 위원장회의(‘13.6.21, 공주대)
- 각 지역별 국정원 시국선언관련 비상대책회의  대전.충남지역 회의(‘13.6.22, 공주대)  부산.경남지역 회의(‘13.6.22, 동의대)  광주.전남지역 회의(‘13.6.23, 조선대)  대구.경북지역 회의(‘13.6.25, 영남대)
- 출범준비위원회 6차 회의, 국정원 시국선언관련 회의(‘13.6.29 동신대)[39]
- 출범준비위원회 7차 회의, 구성 논의(규칙, 조직, 출범식, 의장선출방식) (‘13.7.3, 세종대)
- 출범준비위원회 8차 회의, 구성 논의(규칙, 조직, 출범식) 및 의장선거(‘13.7.6, 세종대 학생회관)[40][41][42]
- 전총모 3기 의장 선출(공주대 염윤석 총학생회장)(‘13.7.6, 세종대)
- 전총모 25개 총학생회장들과 함께 하는 “대학민주주의 증진” 간담회 김상민의원실과 개최(‘13.7.16, 국회회관)[43][44]  '대학평의원회, 등록금심의위원회 개선방안 요구'
- 전총모 출범(‘13.07.25, 종각)[45][46][47]
- 전총모 정원박람회 홍보위원 위촉식(‘13.08.17, 전남 순천)[48]
- 부총모(부산지역총학생회모임), 종북 규탄과 국정원 개혁 방안 마련 촉구 기자회견('13.9.6)[49]  부산지역 7개 대학 총학생회(동의대, 한국해양대, 부경대, 동서대, 부산외국어대, 부산가톨릭대, 영산대)
- 국정원 개혁방안 마련 촉구 기자회견, 광주('13.9.17)[50]  전국지역 14개 대학 총학생회장(세종대, 공주대, 전북대, 호남대, 동의대, 경북대 등) 및 700 여명 학생
- 전총모 팸 투어 및 대장경세계문화축전 조직위와 상호협력을 위한 협약 체결(‘13.9.7, 경남 합천)[51]  50여개 대학 총학생회 120여명 참여
- 2013 청년고용촉진특위 전총모 3기 의장 염윤석 참석(‘13.9.27, 서초)[52]

### 2014년
- 2015 광주하계U대회 전국 대학생 대표단 홍보대사 위촉(‘14.1.16, 광주)[53]  전국 총학생회 대학생 대표단 300여명이 참석
- 전총모 2014년도 1차 총회_목포대('14.3.7)[54]
- 전총모 2014년도 2차 총회_한양대ERICA('14.3.23)[55]
- 전총모, '일방적 학과통폐합 반대' 강력촉구('14.4.15)[56]
- 대통령직속 청년위원회와 간담회: 대학교육서비스 만족도 실태조사('14.4.16)[57]
- 전총모 4기 출범준비위원회 1차 회의_선문대('14.3.30)[58]
- 전총모 4기 출범위원회 2차 회의_세종대 총학생회실('14.7.9)[59]
- 전총모 4기 의장 선출(한양대 ERICA 총학생회장)[60]